# Carinaria cristata
Carinaria cristata ist eine pelagisch lebende Art von Schnecken aus der Gruppe der Kielfüßer (Schwimmfüßer).

## Beschreibung
Carinaria cristata ist die größte von sechs Arten der Gattung Carinaria. Während Carinaria cristata bis zu 68 cm lang werden kann, erreicht die nahe verwandte Art (oder Unterart) Carinaria japonica eine Maximalgröße von 15 cm.
Das Gehäuse ist konisch, papierdünn, durchscheinend und in noch frischem Zustand biegsam. Die Schale ist wie eine Zipfelmütze geformt und seitlich abgeflacht, mit kleiner, nach hinten gerollter Spitze. Die Rippen sind glatt, gewellt und konzentrisch und verlaufen bis zu einem Kiel, der von innen gut sichtbar ist.
Die Schnecken sind getrenntgeschlechtlich. Der lange, zylindrische Körper hat eine Schwimmflosse und ist nahezu gänzlich durchsichtig. Er kann zu keinem Zeitpunkt ins Gehäuse zurückgezogen werden. Deutlich sichtbar sind der dreieckige, dunkel gefärbte viscerale Nucleus (Eingeweidesack mit Leber, Hoden bzw. Eierstock, Herz und Nieren), die großen Augen mit ihrer schwarzen Retina, die Kiefer und die Radula, ebenso der Darm, wenn er mit Beutetieren gefüllt ist. Die Zahnformel der Radula von Carinaria cristata lautet 2-1-1-1-2.

## Vorkommen
Carinaria cristata kommt in warmen bis gemäßigten Gewässern des Indopazifik vor. Die Tiere leben in den oberen Schichten des Meeres, wo sie sich schwimmend fortbewegen. Wie alle Schwimmfüßer schwimmt das Tier mit der Unterseite nach oben.

## Ernährung
Carinaria cristata frisst überwiegend Salpen (Doliolum denticulatum, Thalia democratica), außerdem Pfeilwürmer (Sagitta spp.) und planktische Schnecken (z. B. Thecosomata), wobei Kannibalismus vorkommen kann, daneben auch Krebse (Krill, Ruderfußkrebse) sowie zu einem kleineren Anteil Nesseltiere (kleine Staatsquallen: Nanomia bijuga, Muggiaea atlantica) und Fische (Larven von Laternenfischen). Die Beutetiere sind typischerweise halb so lang wie der Räuber. Sie werden als Ganzes verschluckt und im Vorderdarm verdaut, wobei die Verdauungszeit etwa 3 bis 4 Stunden beträgt. Die Schnecke ist überwiegend tagaktiv, möglicherweise weil sie ihre Beute mit den Augen ortet.

## Feinde
Die wichtigsten Feinde von Carinaria cristata sind Fische, darunter Thunfische, sowie Schildkröten.

## Forschungsgeschichte
Die Schale von Carinaria cristata wurde von Carl von Linné 1767 in der 12. Ausgabe des Systema Naturae unter dem Namen Patella cristata als eine Napfschnecke beschrieben. Johann Friedrich Gmelin nennt das Tier 1791 Argonauta vitreus („Gläserner Argonaut“) und ordnet es somit den Papierbooten, also Kopffüßern zu. Jean-Baptiste de Lamarck stellte 1801 den Namen der Schneckengattung Carinaria auf und ordnete ihr auch diese Art unter dem Namen Carinaria vitrea zu.